# Paul Anderson (sollevatore)
Paul Edward Anderson (Toccoa, 17 ottobre 1932 – Vidalia, 15 agosto 1994) è stato un sollevatore, strongman e powerlifter statunitense, medaglia d'oro alle Giochi olimpici di Melbourne nel 1956.

## Biografia
Anderson nacque a Toccoa, Georgia. A cinque anni gli fu diagnosticata la malattia di Bright e gli furono diagnosticate poche possibilità di sopravvivere, Paul sopravvisse ma fu afflitto da problemi ai reni per tutta la vita.
Nel 1959 sposò Glenda Garland, con cui nel 1961 inaugurò a Vidalia, Georgia, la Paul Anderson Youth Home, dai due nel 1966 nacque la loro unica figlia Paula Dean.
Nel 1980, a causa della malattia, la condizione dei suoi reni peggiorò e fu sua sorella a donargliene uno per poter sopravvivere, Anderson morì il 15 agosto 1994.

## Carriera sportiva
Anderson cominciò ad allenarsi con i pesi nel giardino di suo cognato, spinto dalla voglia di entrare nella squadra di football americano della Toccoa High School. e si avvicinò ulteriormente al mondo del sollevamento pesi mentre, grazie ad una borsa di studio per meriti sportivi, frequentava la Furman University. Dopo un solo anno però si trasferì con la famiglia a Elizabethton, in Tennessee, dove conobbe l'ex sollevatore Bob Peoples che ebbe una grande influenza su di lui.
Nel giugno 1955 si laureò campione nazionale e si guadagnò un posto nella selezione statunitense che il 15 giugno 1955 partecipò, in piena guerra fredda, ad una serie di gare in Unione Sovietica tra le quali una storica sfida contro il sollevatore sovietico Aleksey Medvedev al Teatro Zelyony all'interno del Gor'kij Park di San Pietroburgo davanti a 16.000 persone, durante la quale stabilì tre record del mondo.
Nell'ottobre successivo prese parte ai campionati mondiali di Monaco di Baviera, vincendo l'oro nella categoria dei pesi massimi con un totale di 512,5 chili fissando due nuovi record del mondo, al cui ritorno fu ricevuto dal vicepresidente degli Stati Uniti d'America Richard Nixon.
Ai Giochi della XVI Olimpiade di Melbourne del 1956 fu protagonista di un lungo duello con il sollevatore argentino Humberto Selvetti. Nonostante Anderson fosse largamente favorito, sollevarono entrambi un totale di 500 kg, stabilendo il nuovo record olimpico, ma la medaglia d'oro se la aggiudicò l'americano che partiva da un peso corporeo inferiore di poco più di 5 chilogrammi. Questa rimarrà la prima e unica partecipazione di Anderson ad un'edizione dei Giochi olimpici, dato che fu estromesso dalla successiva edizione di Roma per aver accettato premi in denaro in occasione di alcune esibizioni.
Nel 1957 entrò nel Guinness dei primati per il maggior peso sollevato da un essere umano con 2840 chilogrammi. Tuttavia il suo record fu rimosso nelle edizioni a partire da quella del 1985 per l'assenza di condizioni regolamentari.

## Palmarès
- Giochi olimpici

Giochi della XVI Olimpiade:  Oro nei pesi massimi.
- Campionati mondiali

1955 - Monaco di Baviera:  Oro nei pesi massimi.